# Liste der Naturdenkmale in Biebesheim am Rhein
Die Liste der Naturdenkmale in Biebesheim am Rhein nennt die im Gebiet der Gemeinde Biebesheim am Rhein im Landkreis Groß-Gerau in Hessen gelegenen Naturdenkmale.
| Bild            | Bezeichnung                                         | Ortsteil, Lage                                | Beschreibung                      | Art   | Nr. |
| --------------- | --------------------------------------------------- | --------------------------------------------- | --------------------------------- | ----- | --- |
| BW              | 6 Eichen an der Kiesgrube                           | 49° 46′ 15,9″ N, 8° 25′ 33,9″ O               | Ehemals 7 Eichen an der Kiesgrube | Eiche | 020 |
| BW              | 6 Eichen im Bereich „Adlerteiche“ und Campingplätze | 49° 46′ 6,2″ N, 8° 26′ 23,3″ O                |                                   | Eiche | 039 |
| Fotos hochladen | 1 Eibe am Pfarrhaus                                 | Kirchgasse 22 49° 46′ 54,7″ N, 8° 27′ 40,3″ O |                                   | Eibe  | 052 |

## Belege
1. ↑  Naturdenkmale im Kreis Groß-Gerau. (pdf; 39 kB) Der Kreis Groß-Gerau, 15. Januar 2014, archiviert vom Original (nicht mehr online verfügbar) am 15. Februar 2016; abgerufen am 24. Januar 2016.
2. ↑  
Naturdenkmale im Kreis Groß-Gerau. (pdf; 851 kB) (Karte). Der Kreis Groß-Gerau, 15. Januar 2014, archiviert vom Original (nicht mehr online verfügbar) am 15. Februar 2016; abgerufen am 24. Januar 2016.

- Karte mit allen Koordinaten:
- OSM |
- WikiMap